# Ágabo, o Profeta
Ágabo, o Profeta (em grego:  Ἄγαβος) foi um dos primeiros fiéis seguidores de Jesus, mencionado nos Atos dos Apóstolos como sendo um profeta. Ele é tradicionalmente listado também entre os Setenta Discípulos descritos no evangelho de Lucas (Lucas 10:1–24).

## História
De acordo com Atos 11:27–28, ele fazia parte de um grupo de profetas que veio até Antioquia a partir de Jerusalém. Lá, ele previu uma carestia severa que teria ocorrido, segundo o autor, durante o reinado do imperador romano Cláudio, o que nos permite situar os eventos por volta do ano 45 d.C. Atos 21:10–12 relata que muitos anos depois, em 58 d.C., ele se encontrou com Paulo em Cesareia e o teria avisado sobre a sua iminente prisão, prendendo sua mão ao seu pé com o cinto de Paulo para demonstrar o que os judeus fariam com ele se continuasse a sua viagem até Jerusalém. O apóstolo, ouvindo-o a sentença e ainda a persistir demasiado de seus companheiros para que não fosse a Jerusalém , diria que estaria pronto "Não somente a ser preso, mas a morrer em Jerusalém pelo nome de Cristo."
De acordo com a tradição cristã, ele morreu mártir em Antioquia.